# Neuroteología
La neuroteología, también conocida como bioteología o neurociencia espiritual (en inglés, spiritual neuroscience), es el estudio de las actividades neuronales relacionadas con experiencias subjetivas de espiritualidad, ofreciendo un conjunto de hipótesis que explican este fenómeno, en lo que se distingue por ejemplo de una disciplina afín, la Psicología de la religión. Quienes sostienen estas ideas afirman la correspondencia de bases neurológicas y evolutivas con una amplia gama de experiencias subjetivas, tradicionalmente categorizadas como experiencias religiosas.

## Terminología
Aldous Huxley utilizó el término por primera vez en su novela utópica La Isla. Ésta disciplina estudia la base neurocognitiva de la experiencia religiosa y la espiritualidad. Huxley lo utiliza principalmente bajo un contexto filosófico.
En un intento por centrar el creciente interés en este campo de estudio, en 1994 el educador Laurence O. McKinney publicó el primer libro sobre el tema, titulado Neurotheology: Virtual Religion in the 21st Century, destinado al público en general. De acuerdo a McKinney, la neuroteología sienta las bases para investigar el surgimiento de las religiones desde el reciente desarrollo de los estudios neurofisiológicos del ser humano.
Actualmente, el uso del término neuroteología en trabajos científicos publicados es poco común. Una búsqueda en el servicio de indexación de citas provisto por el Instituto de Información Científica presenta sólo cinco artículos; tres de ellos se publicaron en la revista Zygon: Journal of Religion and Science, mientras que dos se publicaron en la American Behavioral Scientist. En ocasiones, el término es utilizado en un contexto filosófico y, de acuerdo a los principios de la comunidad científica, califica como pseudociencia.
Sin embargo, durante todo el siglo XX se ha realizado esporádicamente investigación científica sobre la base neural de la espiritualidad.

## Metodología
El campo de la neuroteología, al igual que la neurociencia en general, se ha servido de las técnicas de neuroimagen para llevar a cabo sus experimentos. Los equipos de MRI son preferentemente usados para investigaciones de esta índole, pero requieren de distintos programas y especificaciones dependiendo del tipo de imagen que se quiere obtener, su localización en el cerebro y la claridad deseada. La neuroimagen se divide claramente en dos categorías:
- Imágenes estructurales que lidian con la estructura y tamaño del cerebro.
- Imágenes funcionales las cuales se usan para diagnosticar enfermedades metabólicas, pero en este campo se usa para ver el nivel de partes específicas, mediante el flujo de sangre, del cerebro mientras se lleva a cabo distintas actividades.

## Trabajo teórico
Andrew B. Newberg y otros describen los procesos neurológicos que son impulsados por la estimulación repetitiva y rítmica típica de los rituales humanos, y que contribuye a la liberación de sentimientos trascendentales de conexión a una unidad universal. 
Sin embargo, también afirman que la estimulación física por sí sola no es suficiente para generar experiencias trascendentales de unidad. Para que esto ocurra, aducen que debe haber una combinación de la estimulación rítmica con ideas. Una vez que esto ocurre "... el ritual se convierte de una idea significativa a una experiencia visceral". 
Por otra parte se dice que los seres humanos se ven obligados a actuar mitos debido a las operaciones biológicas del cerebro a causa de lo que ellos llaman la "tendencia innata del cerebro para convertir pensamientos en acciones ".
Eugen Drewermann, uno de los teólogos más destacados y polémicos hoy en día en Europa, ha desarrollado con base en la investigación neurocientífica actual, una crítica radical de las concepciones tradicionales de Dios y el alma, y una reinterpretación radical de la religión a la luz de la neurología, en dos tomos monumentales: Modern Neurology and the Question of God (Neurología moderna y la cuestión de Dios), publicados en 2006 y 2007.
Sin embargo, también se ha argumentado que "la neuroteología debe concebirse y practicarse dentro de un marco teológico".

## Trabajo experimental

### Estudios de estimulación magnética
Los primeros estudios en los años 50 y 60 intentaron usar  EEG. para estudiar los patrones de ondas cerebrales relacionadas con estados "espirituales".
Michael Persinger realizó durante la década de 1980 estudios mediante la estimulación del lóbulo temporal del cerebro de individuos de estudio con un débil campo magnético, utilizando un aparato que se le conoce popularmente como el "Casco de Dios". Los sujetos de estudio dijeron tener una sensación de "una presencia etérea en la sala". Sin embargo, estos estudios ha sido recibidos con mucho escepticismo.

### Neuropsicología
El primer investigador en considerar y catálogar las experiencias anormales relacionadas con la epilepsia del lóbulo temporal (ELT) fue el neurólogo Norman Geschwind, quien señaló una serie de rasgos de comportamiento religioso asociado con convulsiones propias de la ELT. Estas incluyen hipergrafía, hyperreligiosidad, reducción del interés sexual, desmayos y pedantería, a menudo en conjunto atribuido a una condición conocida como Síndrome de Geschwind.
Vilayanur S. Ramachandran, usando la respuesta galvánica de la piel que se correlaciona con la activación emocional, buscó determinar si el hiperreligiosidad vista en la ELT se debía en general a un estado emocional severo, o era específico al estímulo religioso. Después de presentar a sujetos de estudio palabras neutrales, cargadas sexualmente y religiosas mientras registraba su repuesta galvánica, Ramachandran fue capaz de demostrar que los pacientes con epilepsia del lóbulo temporal mostraron una respuesta emocional mayor a las palabras religiosas, menor a las palabras sexualmente cargadas, y normal a las palabras neutrales. Estos resultados sugieren que el lóbulo temporal medial está específicamente involucrado en la generación de algunas de las reacciones emocionales asociadas a palabras religiosas, imágenes y sínculo.

### Neuroimagen
Algunos estudios han utilizado la neuroimagen para localizar regiones del cerebro que se activan específicamente durante las experiencias que los sujetos asocian con sentimientos "espirituales", consistentes con la tesis de McKinney, quien aduce que los sentimientos asociados con la experiencia religiosa son aspectos normales de la función cerebral en situaciones extremas, más que originados por una comunicación con Dios.
Sin embargo, la neuroimagen se llevó a cabo cuando las monjas recordaban estados místicos del pasado en lugar de experimentar estados místicos presentes. "A los sujetos se les pidió recordar y revivir (con los ojos cerrados) la experiencia mística más intensa que hubieran sentido alguna vez en su vida como miembros de la Orden Carmelita". Esto entraría en lo que se llama estado-específico de la memoria. En otras palabras, no se puede recrear un estado místico recordando una experiencia mística, más de lo que uno puede emborracharse al recordar un momento en el que en realidad se estaba borrachos.
Harris y sus colaboradores han tomado un acercamiento diferente al de los investigadores previos primero enfocándose en los mecanismos y estructuras asociados en la creencia, no creencia e incredulidad de un individuo para luego enfocarse en los mecanismos que diferencian a la creencia religiosa de la no religiosa. En vez de optar por buscar uno de los llamados centros espirituales, se enfocó en explicar la diferencia entre los procesos cognitivos que envuelven la creencia para luego darle más profundidad en su segundo experimento. Durante su primer experimento  se usaron imágenes de resonancia magnética funcional de catorce adultos sacadas mientras hacían juicios sobre la veracidad de un planteamiento escrito para determinar que partes del cerebro se activaban al creer, no creer o estar inseguro sobre algo. Se encontró que los tres estados activaban distintas partes de la corteza parietal y pre frontal también se determinó que al decidir que algo es cierto o no esa información subsecuentemente se usará para otras decisiones que determinan respecto al comportamiento y/o emociones humanas.  En el segundo experimento   intentan encontrar las áreas del cerebro que se activan con la creencia religiosa y contrastarlas con las que se activan con la creencia en términos generales. El estudio se hizo con neuroimagenes funcionales de dos grupos de quince individuos cada uno: el primero de cristianos devotos y el segundo de personas devotamente no-religiosas. La creencia se encontró íntimamente atada al funcionamiento de la corteza ventromedial prefrontal, que a su vez se asocia con el comportamiento con fin de recompensas y las asociaciones emocionales, sin importar el ‘tema’ que se creía. 
Kapogiannis y compañía investigaron, mediante la comparación de estructuras cerebrales de creyentes y no creyentes, la variabilidad religiosa basado en variabilidad neuronal. Los investigadores realizaron imágenes de sMRI (MRI estructural) en los cerebros de 40 adultos saludables que reportaron distintos grados y patrones de religiosidad. Se identificaron cuatro componentes de religiosidad en los participantes para compararlos con el volumen de las regiones corticales del cerebro. En el estudio se encontró que el experimentar una relación íntima con Dios y participar activamente en comportamiento religioso se asocia a un incremento en volumen de la corteza temporal mediana derecha. En cambio experimentar miedo a Dios se asoció con menos volumen de las áreas del precuneo y la corteza orbitofrontal izquierda. Por último un grupo de rasgos asociados con el pragmatismo y duda a cerca de la existencia de Dios se asoció con mayor volumen del precuneo derecho mientras que la variabilidad en la educación religiosa temprana no se asoció a ningún cambio en los sujetos del experimento.

### Psicofarmacología
Algunos científicos trabajan en la hipótesis de que la base de la experiencia espiritual surge en la fisiología neurológica. Se sugiere que un aumento de los niveles de N-Dimetiltriptamina en la glándula pineal contribuye a la sensación de experiencias espirituales. Estudios científicos que confirmen esto aún no han sido publicados. 
También se ha sugerido que mediante la estimulación del lóbulo temporal por ingredientes psicoactivos de ciertos hongos se pueden imitar experiencias religiosas. Esta hipótesis ha encontrado su validación de laboratorio con respecto a la psilocibina.
Se ha encontrado una alta correlación entre la liberación de serotonina y dopamina, químicos del sistema de recompensa del cerébro humano, y la creencia religiosa. El estudio  de Schjødt et al. estableció que el cerébro trataba al acto de oración como otra obra para recompensar, como lo son muchas tareas repetitivas, en cristianos daneses.

## Críticas
Los intentos por armonizar un enfoque materialista como la neurociencia a la espiritualidad han atraído a muchas críticas. Algunas de las críticas son filosóficas, y tratan de la incompatibilidad (percibida) entre la ciencia y la espiritualidad, mientras otra son más metodológicas, y tratan con temas de estudio de una experiencia tan subjetiva como la espiritualidad.

### Críticas filosóficas
Los críticos de este enfoque, como el filósofo Ken Wilber y erudito religioso Huston Smith, ven las formulaciones más materialistas de la experiencia espiritual como ejemplos de reduccionismo y cientificismo que sólo buscan los aspectos empíricos de los fenómenos, sin incluir la posible validez de la experiencia espiritual con toda su subjetividad.

### Críticas científicas
En 2005, un equipo liderado por Pehr Granqvist, psicólogo de la Universidad de Upsala en Suecia, puso en duda los hallazgos Michael Persinger, en un artículo publicado en Neuroscience Letters. Granqvist afirmó que el trabajo de Persinger no era "doble ciego". Los participantes eran a menudo estudiantes de postgrado que sabían qué tipo de resultados se esperaban, y existía el riesgo de que las expectativas de los experimentadores se transmitirían a los sujetos por señales inconscientes. 
Los participantes recibieron con frecuencia una idea del propósito del estudio cuando se les pedía que rellenaran cuestionarios diseñados para probar su sugestionabilidad a experiencias paranormales antes de que los ensayos se realizaran. 
Granqvist y su equipo no pudieron replicar los experimentos "doble ciego" de Persinger, y concluyeron que la presencia o ausencia del campo magnético no tenía ninguna relación con cualquier experiencia religiosa o espiritual informada por los participantes, sino que estaban presagiadas en su totalidad por la sugestión y rasgos de personalidad. Tras la publicación de este estudio, el equipo de Persinger respondió en Neuroscience Letters y en un intercambio de correos electrónicos disponible al público entre Persinger y Granqvist.
El experimento de Sam Harris fue financiado por la institución Project Reason, una organización que promueve al conocimiento científico y los valores laicos, de la cual es miembro fundador y actual CEO. Esto podría considerarse como un conflicto de intereses ya que esta fundación tiene muchas conexiones con el movimiento del nuevo ateísmo.